# Laothoe philerema
Laothoe philerema (tên tiếng Anh: Pamir Poplar Hawkmoth) là một loài bướm đêm thuộc họ Sphingidae. Nó được tìm thấy ở miền đông Turkmenistan, miền nam Uzbekistan, Tajikistan và miền đông Afghanistan.
Sải cánh dài 80–120 mm. There are two hoặc three generations per year, con trưởng thành bay in cuối tháng 4 và from cuối tháng 6 đến tháng 8.
Ấu trùng ăn các loài Populus và đã được ghi nhận trên cây Populus pruinosa.

## Phụ loài
- Laothoe philerema philerema
- Laothoe philerema witti Eitschberger, Danner & Surholt, 1998 (Afghanistan)

## Hình ảnh

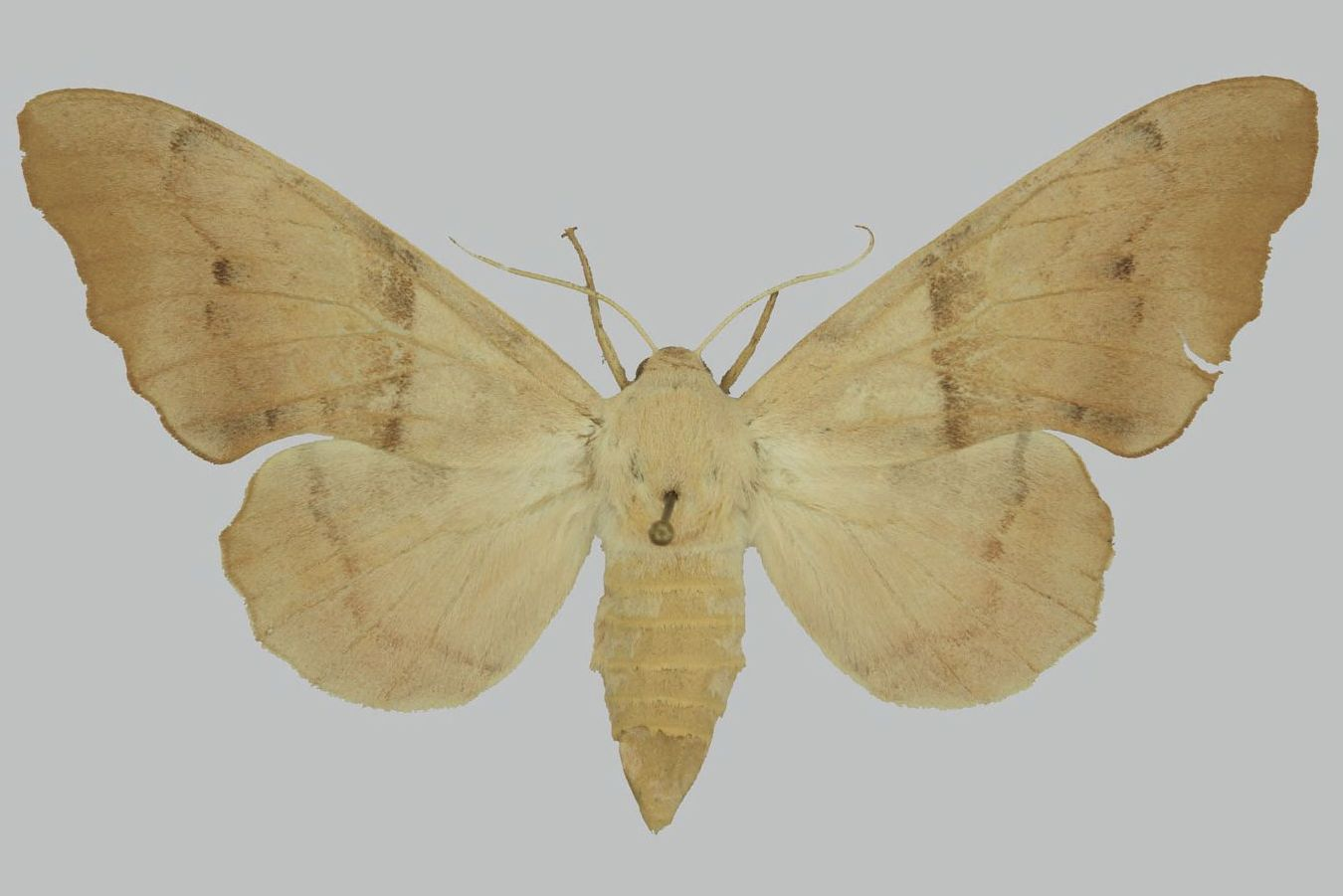